# Žluťásek barvoměnný
Žluťásek barvoměnný (Colias myrmidone) je celosvětově ohrožený motýl z čeledi běláskovitých. Nachází se v lokalitách v západní Asii, jižním Rusku, na Ukrajině, v Rumunsku, od Maďarska po Rakousko a v pohoří Jura poblíž Regensburgu v Německu. Slovenské jméno motýla je žltáčik zanoväťový.
V České republice se motýl nacházel v CHKO Bílé Karpaty při hranicích se Slovenskem. Poslední dva exempláře se v České republice vyskytly v roce 2006. V současné době (2010) je motýl v České republice považován za vyhynulý druh.

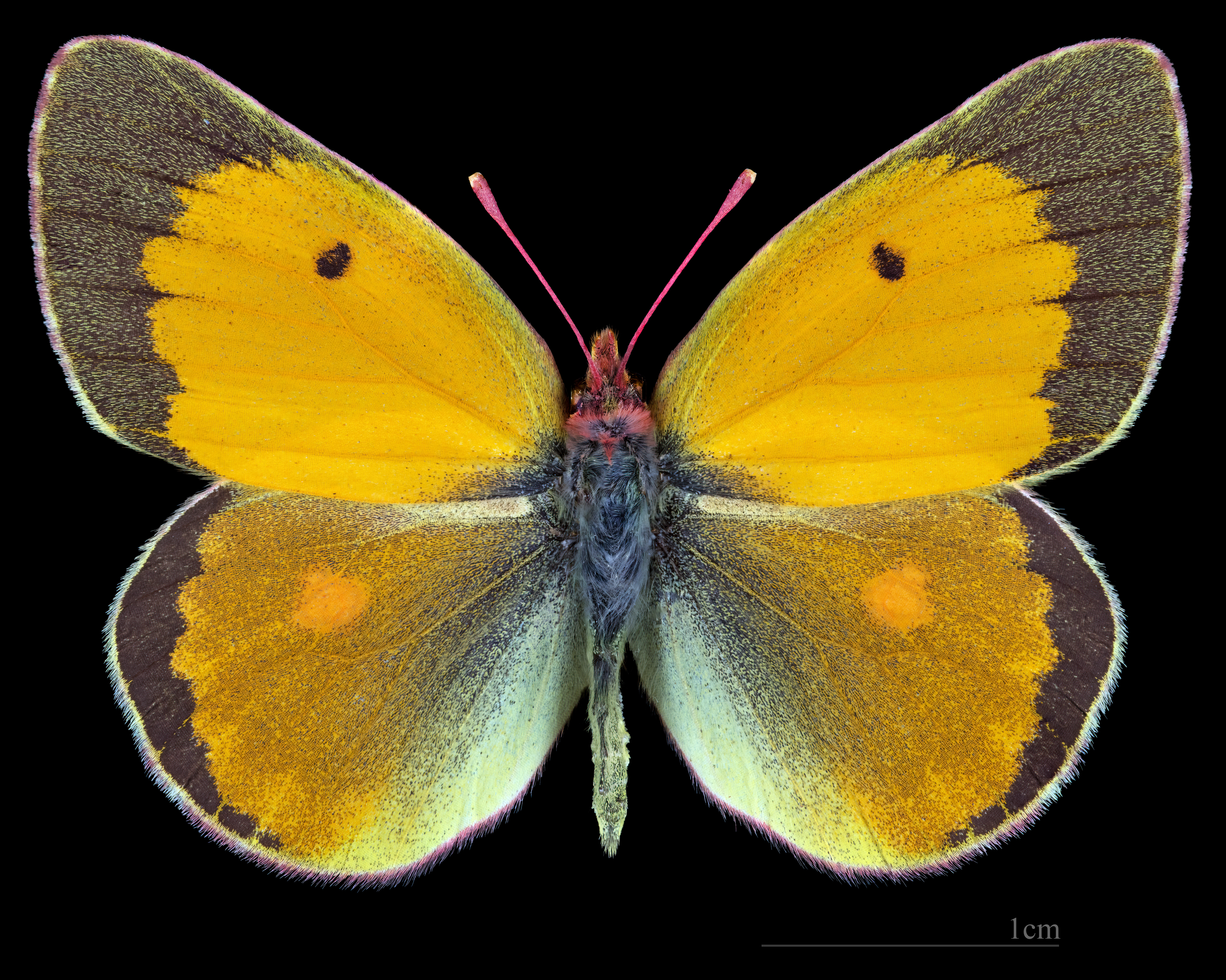
Colias myrmidone myrmidone  ♂
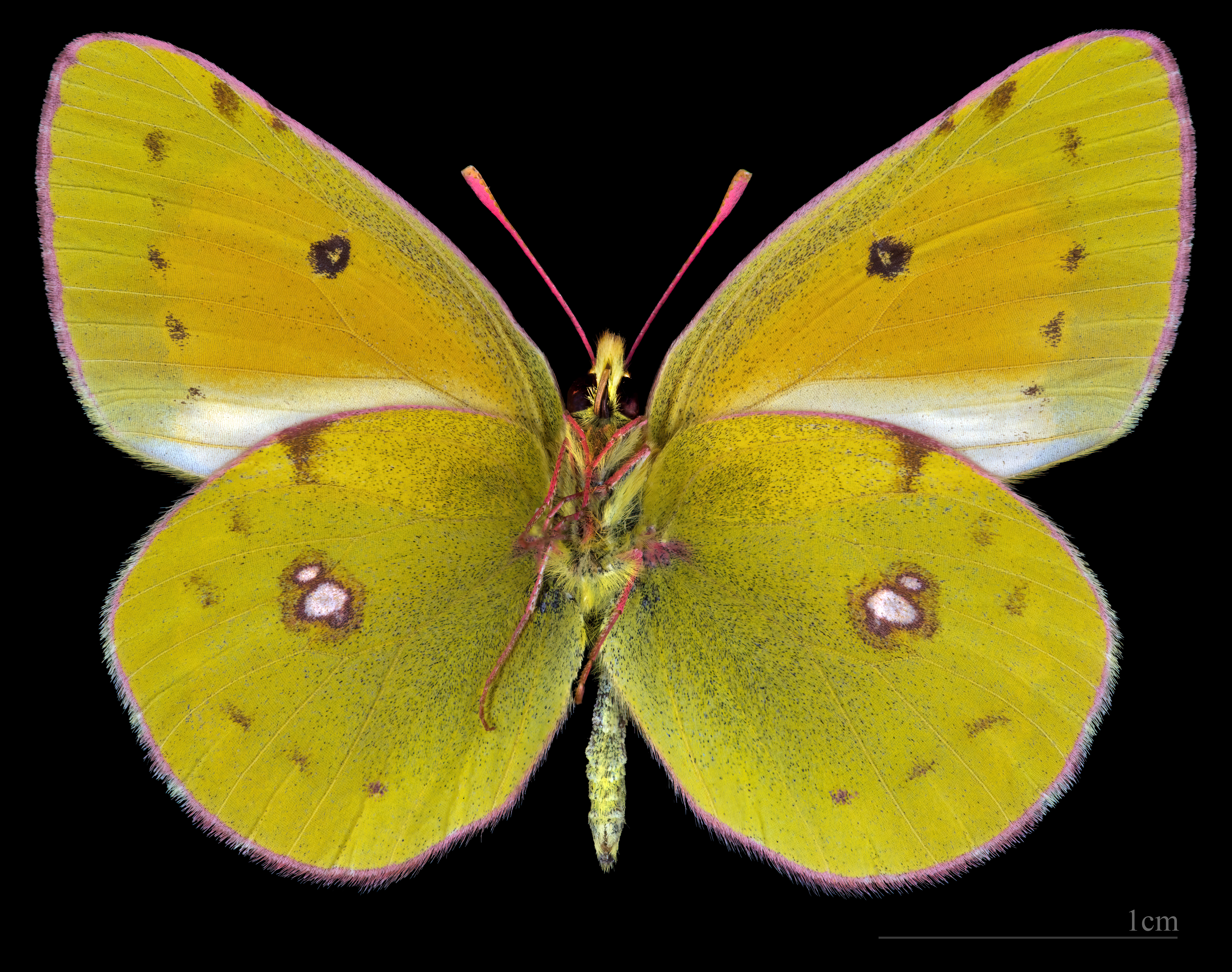
Colias myrmidone myrmidone  ♂   △
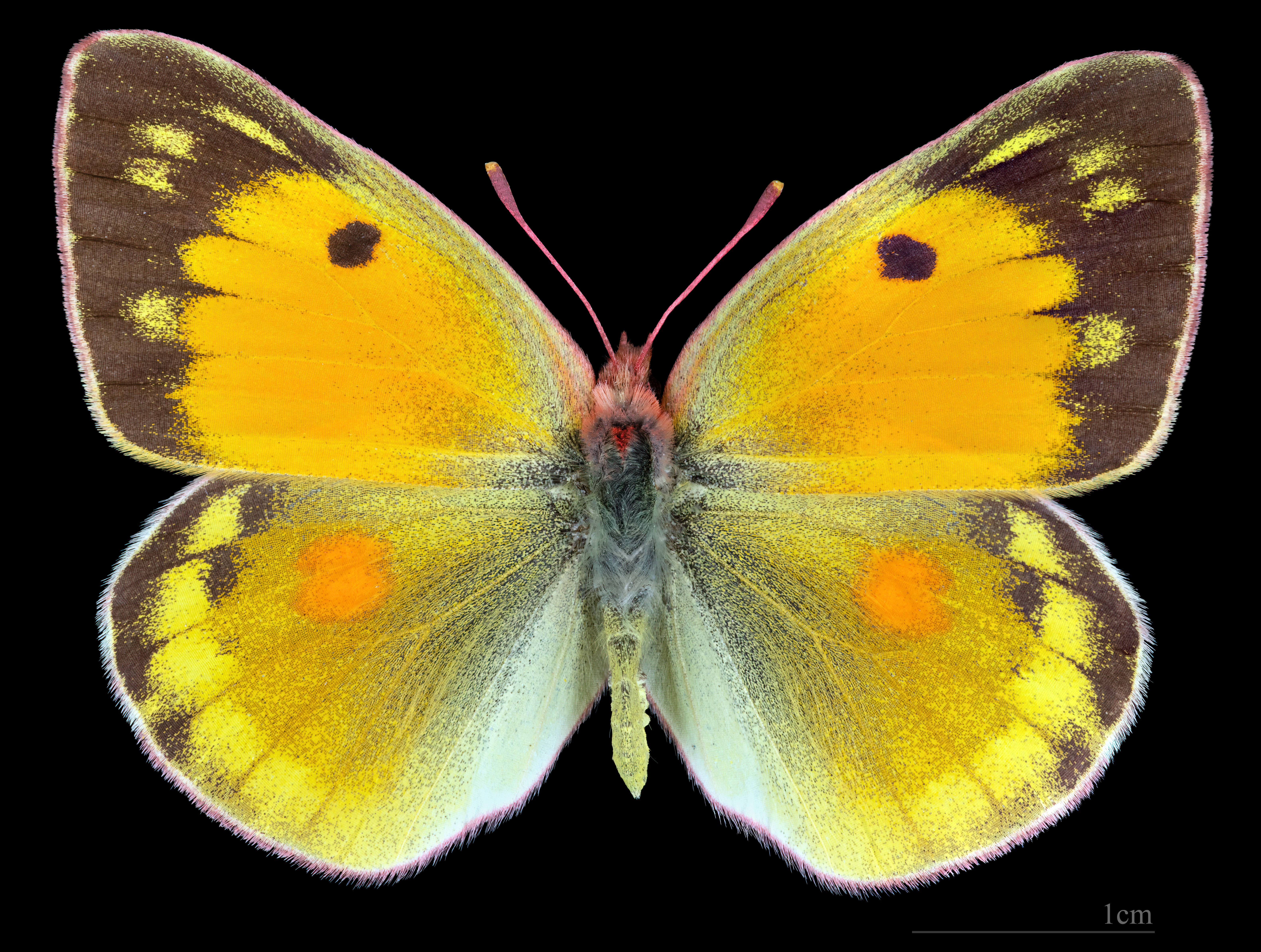
Colias myrmidone ♀
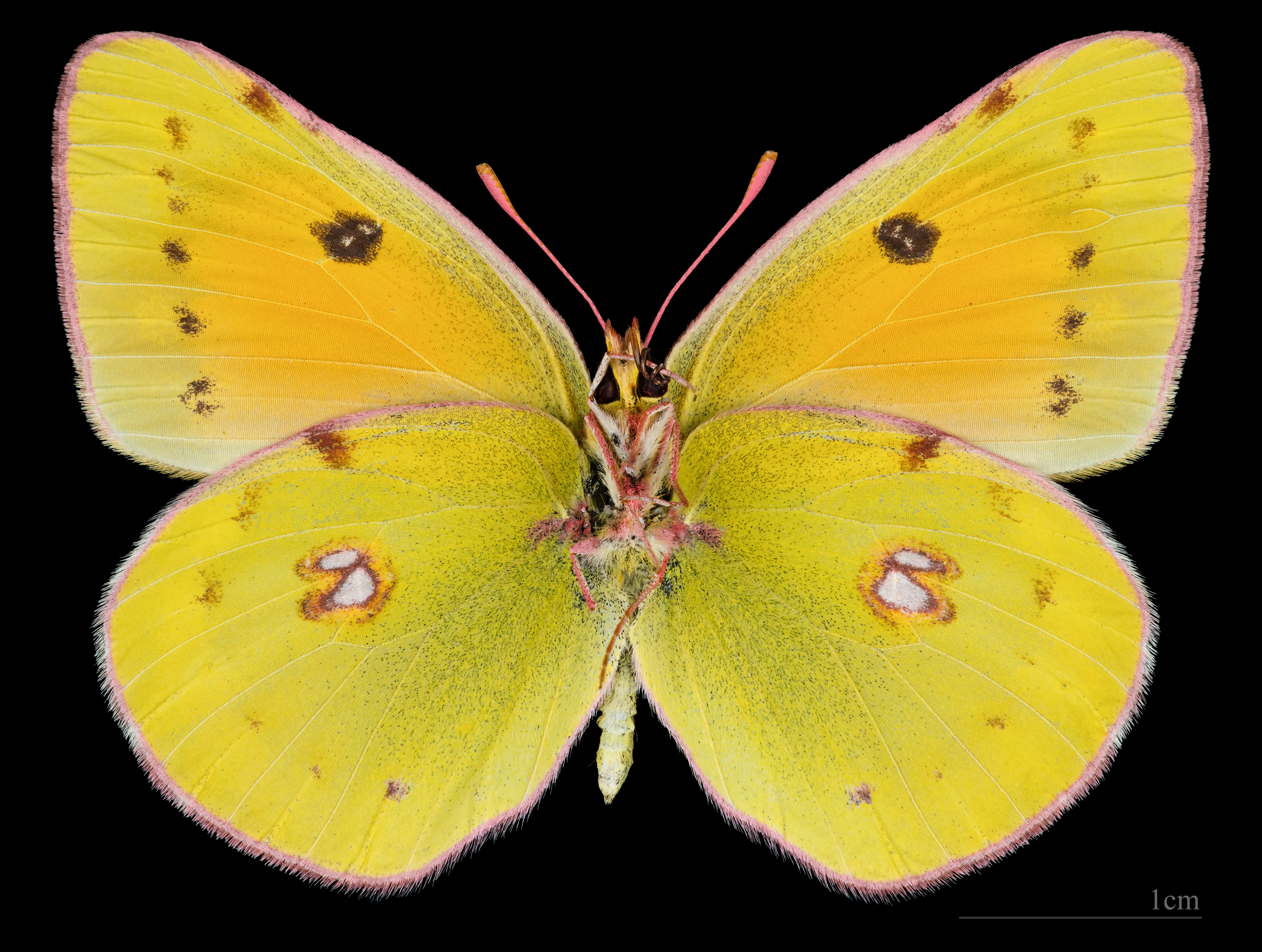
Colias myrmidone ♀ △

Žluťásek barvoměnný je evropský endemit a je druhem členité lesostepní krajiny. Vyhynutí nesouviselo s klimatem, ale s proměnou krajiny a nevhodnou péčí o stanoviště. Druh je fylogeneticky mladý, s klimatickým optimem v interglaciálech včetně současného. Podle modelů klimatické změny pro něj zůstane území ČR klimaticky vhodné.